# Tatiana Alamos
Tatiana Álamos Adriasola (Taltal, 6 de enero de 1935) es una pintora y artista visual chilena. Sus obras «se pueden catalogar entre un arte ingenuo y expresionista» con un concepto ecológico a través del uso de distintas técnicas pictóricas y materialidad —a través del uso de textiles, plumas, piedras, medallas y estampas, entre otras—, que en algunos casos mezcla con la literatura.

## Formación
Estudió licenciatura en arte en la Universidad de Chile, donde fue alumna de Francisco Brugnoli, José Balmes, Gracia Barrios y Sergio Mallol, mientras que en París, tomó clases con Yagoda Buick y Jarriga. Además, realizó estudios de antropología, arqueología, literatura y física.
Ha participado en varias exposiciones individuales y colectivas durante su carrera, entre ellas la Bienal Mundial de Tapices de México (1980), la Galería Internacional de Tapicería de Tokio (1980), la Bienal de São Paulo (1980), la exposición Imágenes Recuperadas= Images Regained: Contemporary Chilean Art Exposition en el Inter-American Development Bank Cultural Center de Washington D. C. (1992), la muestra En Torno al Cuadro del Museo de Arte Contemporáneo de Valdivia (2000), la CowParade (2005), la muestra Obra Útil del Centro Cultural Palacio de La Moneda de Santiago (2010), entre varias otras en Chile, Argentina, Estados Unidos, México, Brasil, España y Alemania.